# رناتو کورستی
رناتو کورستی (به ایتالیایی: Renato Corsetti؛ ۲۹ مارس ۱۹۴۱ – ۱ فوریهٔ ۲۰۲۵) زبان‌شناس، اسپرانتیست و استاد دانشگاه اهل ایتالیا بود. وی از سال ۲۰۰۱ تا ۲۰۰۷ رئیس انجمن جهانی اسپرانتو بود. کورستی از این ایده حمایت می‌کرد که مردم جهان باید بتوانند به یک زبان بین‌المللی خنثی و آسان ارتباط برقرار کنند. وی استاد روان‌شناسی زبان در دانشگاه ساپینزای رم و همچنین دانشیار آکادمی بین‌المللی علوم سان مارینو بود. وی و همسرش از سال ۲۰۱۵ ساکن بریتانیا بودند. کورستی در ۱ فوریهٔ ۲۰۲۵، در سن ۸۳ سالگی درگذشت.
از جمله فیلم‌هایی که وی در آنها نقش داشته‌است، می‌توان به زبان همگانی اشاره کرد.